# アイコナール方程式
幾何光学において、アイコナール方程式（アイコナールほうていしき）は光の伝播をあらわす基礎方程式である。
形式的には解析力学のハミルトン＝ヤコビの方程式と同じ形である。
幾何光学の近似（波長が十分小さい）のもとで、マクスウェルの方程式から等位相面をあらわす量{\displaystyle L({\boldsymbol {r}})}（アイコナール）をあらわす以下の式を得る。
{\displaystyle \left|\operatorname {grad} \,L\right|^{2}=n^{2}}
ここで n は屈折率で、 {\displaystyle n={\sqrt {\varepsilon \mu /\varepsilon _{0}\mu _{0}}}}
成分で表示すると、
{\displaystyle \left({\partial L \over \partial x}\right)^{2}+\left({\partial L \over \partial y}\right)^{2}+\left({\partial L \over \partial z}\right)^{2}=n^{2}}
等位相面は {\displaystyle L({\boldsymbol {r}})={\mbox{const.}}} となる {\displaystyle {\boldsymbol {r}}} であらわされ、光線は等位相面の法線をつないだものとして定義できる。